# 山本緑
山本 緑（やまもと みどり、1928年6月1日 - ）は、日本の元女優。本名は小林 緑。
東京府出身。東映東京撮影所に所属していた。東京演技アカデミー出身。特技は、ピアノ。

## 略歴
東京府荏原郡目黒町で、電気商の次女として生まれる。1945年に目黒女子商業学校を卒業後、空襲で家が無くなった為、山形県に疎開し天童温泉のホテルで母親ともに過ごす。山形新聞で働き、疎開先のホテルの息子と婚約するが、回りからの圧力で破談となる。それを機に姉を頼って終戦直後の東京に戻る。
山形時代の上司の影響で、鎌倉の建長寺に入り三か月間修行を受ける。1949年4月、津田英語塾に入り、通訳の仕事を目指していたが、塾で翻訳劇をやったことがきっかけとなり、演技に興味を抱く。姉の友人に映画の世界へ誘われ、1952年に東映東京撮影所に登録演技者として所属。デビュー作は『ひめゆりの塔』の従軍看護婦役。
夫は元俳優の田川勝雄。出演映画のロケ先で出会い、1960年11月17日に川崎駅交通会館にて挙式。仲人は東京東映撮影所所長の山崎真一郎。

## 出演

### 映画
- ひめゆりの塔（1953年）
- 継母（1954年）
- 母水仙（1955年）
- サラリーマン 目白三平（1955年）
- 狸小路の花嫁（1956年）
- 母孔雀（1956年）
- 忍術快男児（1956年）
- 殺人者を逃すな（1957年）
- 警視庁物語 上野発五時三五分（1957年）
- さよなら港（1957年）
- こけし子守唄 夕やけ鴉（1957年）
- 船頭姉妹（1957年）
- 少年探偵団 かぶと虫の妖奇（1957年）
- 純愛物語（1957年）
- 爆音と大地（1957年）
- 不良女学生（1957年）
- 米（1957年）
- 警視庁物語 夜の野獣（1957年）
- 逢いたいなァあの人に（1957年）
- 母つばめ（1958年）
- 多羅尾伴内 十三の魔王（1958年）
- 娘十八御意見無用（1958年）
- 月光仮面 魔人の爪（1958年）
- 森と湖のまつり（1958年）
- デン助の陽気な拳闘王（1958年）
- 恋愛自由型（1958年）
- 警視庁物語 七人の追跡者（1958年）
- 季節風の彼方に（1958年）
- デン助の陽気な靴みがき（1958年）
- おこんの初恋 花嫁七変化（1958年）
- 曲馬団の娘（1958年）
- 点と線（1958年）
- 拳銃を磨く男 あの女を探せ（1959年）
- リスとアメリカ人 廃虚の銃声（1959年）
- 警視庁物語 顔のない女（1959年）
- 鹿島灘の女（1959年）
- べらんめえ探偵娘（1959年）
- 母しぐれ（1959年）
- べらんめえ芸者（1959年）
- 名犬物語 断崖の少年（1959年）
- 母子草（1959年）
- 疑惑の夜（1959年）
- 埠頭の縄張り（1959年）
- 浪曲権三と助十 呪いの置手紙（1960年）
- 続・べらんめえ芸者（1960年）
- 白い崖（1960年）
- 決斗の谷（1960年）
- 拳銃を磨く男 深夜の死角（1960年）
- 生き抜いた十六年 最後の日本兵（1960年）
- 天下の快男児 万年太郎（1960年）
- 風流深川唄（1960年）
- 白い粉の恐怖（1960年）
- 嵐の中の若者たち（1960年）
- 天下の快男児 突進太郎（1960年）
- 少年漂流記（1960年）
- ボス表へ出ろ（1960年）
- 風の野郎と二人づれ（1961年）
- はだかっ子（1961年）
- 故郷は緑なりき（1961年）
- わが生涯は火の如く（1961年）
- 坊ちゃん野郎勢ぞろい（1961年）
- がんこ親父と江戸っ子社員（1962年）
- 警視庁物語 十九号埋立地（1962年）
- やくざの歌（1963年） - 飲み屋のおかみさん
- 武士道残酷物語（1963年）
- 五番町夕霧楼（1963年）
- 恐喝（1963年）
- 安来ぶし道中（1963年）
- 越後つついし親不知（1964年）
- 悪女（1964年）
- 夢のハワイで盆踊り（1964年）
- 狼と豚と人間（1964年）
- 廓育ち（1964年）
- 肉体の盛装（1964年）
- おんな番外地 鎖の牝犬（1965年）
- 男なんてなにさ（1966年）
- 愛欲（1966年）
- 続・おんな番外地（1966年）
- 地獄の野良犬（1966年）
- 一万三千人の容疑者（1966年）
- 可愛いくて凄い女（1966年）
- 三等兵親分出陣（1966年）
- 続 浪曲子守唄（1967年） - お秀
- 旅路（1967年）
- たぬきさん大当り（1967年）
- 決着（1967年）
- 人生劇場 飛車角と吉良常（1968年）
- 怪談 蛇女（1968年）
- ㊙トルコ風呂（1968年）
- 雪夫人繪圖（1969年）
- 日本侠客伝 花と竜（1969年）
- 新網走番外地 流人岬の血斗（1969年）
- 不良番長 一獲千金（1970年）
- ずべ公番長 ざんげの値打もない（1971年）
- 女囚701号/さそり（1972年）
- 色情トルコ日記（1974年）
- 聖獣学園（1974年）
- 少林寺拳法 (1975年)
- けんか空手 極真拳 (1975年)
- 実録三億円事件 時効成立（1975年）
- 東京ディープスロート夫人（1975年）
- トラック野郎・御意見無用（1975年）
- トラック野郎・天下御免（1976年）
- 安藤昇のわが逃亡とSEXの記録（1976年）
- 狭山裁判（1976年）
- 新・女囚さそり 701号（1976年）
- 暴力教室（1976年）
- 野性の証明（1978年）
- 白昼の死角（1979年）
- トラック野郎・故郷特急便（1979年）
- ダイアモンドは傷つかない（1982年）
- 誘拐報道（1982年）
- 麻雀放浪記（1984年）
- 天国の駅 HEAVEN STATION（1984年）
- 玄海つれづれ節（1986年）
- 化身（1986年）
- 白い野望（1986年）
- 桜の樹の下で（1989年）
- 略奪愛（1991年）
- 四日間の奇蹟（2005年）
- そんな無茶な!「おばあちゃんキス」（2007年）
- 誰も死なない（2008年）

### テレビドラマ
- 新諸国物語 紅孔雀（1961年、NET） - 黒刀自
- 戦友（1963年、NET）
- 特別機動捜査隊 （NET）
  - 第147話「ゼロの愛情」（1964年）
  - 第289話「ガールハント」（1967年）
- 悪魔くん 第14話「妖術師バラモン」（1967年、NET） - 鈴木タケシの母
- 河童の三平 妖怪大作戦 第11話「鬼女の子守歌」（1968年、NET） - 信吉の母
- フラワーアクション009ノ1 第13話「君は可愛いボクのニャロメ」（1969年、CX）
- プレイガール （12ch）
  - 第23話「くれない追撃作戦」（1969年）
  - 第110話「怪談 女の髪が濡れるとき」（1971年）
- 仮面ライダーシリーズ（MBS）
  - 仮面ライダー 第33話「鋼鉄怪人アルマジロング」（1971年） - コニー・山田の母
  - 仮面ライダーV3 第5話「機関銃を持ったヘビ人間!」（1973年） - ヤスオの母
  - 仮面ライダーアマゾン 第15話「出たぞ! 恐怖のゼロ大帝!!」（1975年） - 母親
- 非情のライセンス（NET）
  - 第1シリーズ
  - 第5話「兇悪の華」（1973年） - おかみさん
  - 第19話「兇悪の夢」（1973年） - アパートのおばさん
  - 第32話「兇悪の指」（1973年） - 団地の主婦
  - 第2シリーズ
  - 第2話「兇悪の傷痕」（1974年） - 看守
  - 第20話「兇悪の純愛」（1975年） - 主婦
- キカイダー01（1974年、NET）
  - 第38話「必殺の仕掛 血闘三つ巴!」
  - 第44話「ビジンダーの美しく悲しき別れ」 - 主婦
- がんばれ!!ロボコン（NET）
  - 第7話「フンジャラ! スターになるぞ!!」（1974年） - 大山家の隣人
  - 第24話「ドサガバン! 親切運動だぞ!!」（1975年） - 草野部長の妻
  - 第38話「キントット! おいら魚屋になるぞォ」（1975年） - 買い物の主婦
  - 第39話「ムギョギョ!! 食いねェ21世紀メニュー」（1975年） - 主婦
  - 第67話「ドガチャコン!! 俺ら探偵体当り!」（1976年） - 主婦
  - 第94話「ギャギャッ!! へんてこな休日だ?!」（1976年） - 主婦
- Gメン'75
  - 第25話「助教授と女子大生殺人事件」（1975年） - アパートの大家
  - 第32話「死んだはずの女」（1975年） - アパートの大家
  - 第36話「女刑事を襲った男」（1976年）
  - 第38話「スチュアーデス殺人事件」（1976年）
  - 第45話「警視庁広域手配No.307」（1976年）
  - 第51話「刑事訴訟法47条 女子大生ジャック」（1976年）
  - 第52話「唇の中の拳銃」（1976年）
  - 第67話「部長刑事暗殺」（1976年） - 中沢巡査の母
  - 第73話「バカ!大人のバカ!!」（1976年)　※出演カット
  - 第74話「人を殺した女の顔」（1976年） - 婦警（留置管理係看守）
  - 第90話 「スキー場首吊り殺人事件」（1977年）
  - 第92話 「女の留置場」（1977年）
  - 第98話 「女子大生の中のニセ刑事」（1977年）
  - 第111話「Ｇメン対県警 女子大生殺し」（1977年） - 佐野谷駐在の奥さん
  - 第114話「極秘捜査 赤ちゃん誘拐!」（1977年）
  - 第116話「エクソシスト殺人事件」（1977年） - 農民女性Ａ
  - 第135話「死んだ人からの緊急電話」（1977年） - 簡易宿泊所の管理人　
  - 第139話 「女子大生ネクタイ絞殺事件」（1978年） - 近所の主婦
  - 第144話「雪原に消えた13人の乗客」（1978年） - 花月ハイランドホテルの従業員
  - 第162話「女子大生と警官の異常な関係」（1978年） - 主婦
  - 第166話「女医の告白」（1978年） - 患者
  - 第169話「深夜バスの乗客大量殺人事件」（1978年） - 房子（相良家のお手伝い）
  - 第178話「速水刑事を射つ男たち」（1978年） - 大家
  - 第181話「宮の森交番 21時の出来事」（1978年） - 店員
  - 第184話「警官嫌い」（1978年） - 近所の主婦Ｂ
  - 第188話「新幹線 ひかり131号」（1978年） - 幼稚園の先生Ａ　
  - 第191話「女子大寮の裏窓」（1979年） - 細川元吉の妻
  - 第195話「プロ野球殺人事件」（1979年） - 山室真の母
  - 第196話「東京発 ひかり157号のトリック」（1979年）※出演カット
  - 第197話「非行少女 ミキ」（1979年） - ミキの母
  - 第198話「パレットナイフの殺人」（1979年） - 沢村家の手伝い
  - 第199話「土曜日にネズミを殺せ!」（1979年） - 坂口（母）
  - 第203話「また逢う日まで 速水涼子刑事」（1979年） - 東京保育所の職員
  - 第206話「催眠術殺人事件」（1979年） - 玉井栄子の婚約者の母
  - 第212話「変質者」（1979年） - スミ（小宮山家の手伝い）
  - 第265話「死化粧の女」（1980年） - アパートの住人女性
  - 第273話「怪談 死霊の棲む家」（1980年） - 姉弟の祖母
  - 第347話「生き返った５年前の死体」（1982年） - 滝口の隣室の主婦
- ぐるぐるメダマン 第6話「ハワイから来た清潔おバケ」（1976年、12ch） - 主婦
- スーパー戦隊シリーズ（NET→ANB）
  - 秘密戦隊ゴレンジャー 第69話「五色の新兵器!! バリキキューン発進」（1976年） - 買い物の主婦
  - 超新星フラッシュマン 第8話「父よ! 母よ! 妹よ」（1986年） - 婦人
  - 五星戦隊ダイレンジャー 第15話「3バカサッカー」（1993年） - おばあさん
  - 超力戦隊オーレンジャー 第24話「笑う懐かし男!!」（1996年） - トキお婆さん
  - 激走戦隊カーレンジャー 第1話「戦う交通安全」、 第26話「ノンストップ宅配武器」（1996年） - おばあさん
- 大鉄人17 第1話「謎の鋼鉄巨人」、第16話「どこへ!? 消えた人消えた町」（1977年、MBS） - 南松代
- 快傑ズバット 第8話「悲しみのプロパン爆破」（1977年、12ch） - 婆や
- ロボット110番（1977年、ANB）
  - 第2話「天使のような誘拐魔」 - 主婦
  - 第31話「わんぱく大戦争」 - 母親
  - 第35話「人さわがせな大冒険」 - マモルの母
- 特捜最前線 （ANB）
  - 第16話「悲曲・断崖の女」（1977年）
  - 第38話「バスジャック・光なき娘へのハレルヤ」（1977年）
  - 第81話「女逃亡犯25時!」（1978年）
  - 第91話「交番ジャック・4人だけの忘年会!」（1978年）
  - 第118話「子供の消えた十字路」（1979年）
  - 第144話「ヨーコ・二人だけの新春哀歌!」（1980年）
  - 第168話「亡霊・顔のない女!」（1980年）
  - 第279話「誘拐 ホームビデオ挑戦状!」（1982年）
  - 第351話「津上刑事の遺言!」（1984年）
  - 第379話「螢の女・望郷のまつりうた!」（1984年）
  - 第394話「レイプ・白いハンカチの秘密!」（1984年）
  - 第422話「姑誘拐・ニッポン姥捨物語!」（1985年）
  - 第431話「単身赴任・妻たちの犯罪パーティー!」（1985年）
  - 第475話「単身赴任誘拐事件・窓際族の身代金!」（1986年）
  - 第484話「鉢植の墓標・風俗ギャル殺人事件!」（1986年）
  - 第496話「魔のクリスマスプレゼント!」（1986年）
  - 第504話「早春の伊豆・迷路に墜ちた愛!」（1987年）
- 人間の証明（1978年、MBS）
- 燃えろアタック  第1話「跳べ! 明日に向かって」（1979年、ANB）
- 探偵物語 第23話「夕陽に赤い血を!」（1979年、NTV） - 老婦人
- 大激闘マッドポリス'80 第7話「地下銀行襲撃」（1980年、日本テレビ）
- 騎馬奉行 第24話「忠義者は使い捨て」（1980年、KTV）
- 爆走! ドーベルマン刑事  第19話「白バイ警官をマークせよ!」（1980年、ANB）
- 時代劇スペシャル （CX）
  - 素浪人罷り通る4・矢立峠に裏切りを見た（1983年）
  - 密偵（1983年）
- 東映不思議コメディーシリーズ（CX）
  - どきんちょ!ネムリン 第10話「バス停くん田舎へ帰る」（1984年） - 近所の奥さん
  - 勝手に!カミタマン（1985年）
    - 第18話「みんなの迷惑 夏バテ君」 - 山田さんのお婆ちゃん
    - 第26話「佃煮博士の秘密指令」 - たばこ屋のお婆さん

  - おもいっきり探偵団 覇悪怒組 第9話「宿敵！辛切警部現わる」（1987年）
  - 不思議少女ナイルなトトメス 第29話「ワルサの妹」（1991年）
- 巨獣特捜ジャスピオン  第24話「ご用心! 月給1億円さしあげます」（1985年、テレビ朝日）
- 木曜ドラマストリート「明日を殺さないで」（1985年、CX）
- 月曜ドラマランド「包丁人味平」（1986年、CX）
- 火曜サスペンス劇場 （NTV）
  - 弁護士・高林鮎子シリーズ
    - 第1作 寝台特急あさかぜ4号殺人風景（1986年）
    - 第21作 上毛高原 逆流の殺意（1997年）
    - 第31作 寝台特急 トワイライトエクスプレスの罠（2003年）

  - 監察医・室生亜季子4・哀しき母子鑑定（1988年）
  - 結婚指輪（1990年）
  - 顔斬り（1990年）
  - 懐かしい骨（1993年）
  - 絆（1996年）
  - テレホンママ（1997年）
  - 当番弁護士4（1997年）
- 土曜ワイド劇場 （ANB）
  - 女弁護士 朝吹里矢子 相続欠格の秘密（1987年）
  - ふたつの町のひとりの女（1993年）
  - 過去をもって来た女（1993年）
  - 事件4（1996年）
  - 終着駅シリーズ16・壁の目（2003年）
- 少女コマンドーIZUMI 第8話「聖夜」（1987年、CX）
- あなたが欲しい（1989年、CX） - 大原とめ
- 世にも奇妙な物語「親切すぎる家族」（1990年、CX）
- 白旗の少女（1990年、CX）
- 特救指令ソルブレイン
  - 第12話「誕生!新ドーザー」（1991年、ANB） - キヨ
  - 第30話「神様はつらいよ」 - はっぴぃかむかむ教教祖
- さすらい刑事旅情編IV 第6話「二重結婚サギ! 山手線の女」（1991年、ANB）
- HOTEL 第3シリーズ 第16話「宝石を売る幽霊?」（1994年、TBS / 近藤照男プロダクション） - 催眠商法の客
- はぐれ刑事純情派シリーズ （ANB）
  - 第7シリーズ 第20話「襲われたバスガイド・偽りの証言」（1994年）
  - 第12シリーズ
    - 第15話「ストーカーが自殺志願!? 逮捕状を待つ女」（1999年）
    - 第25話「死体は整形していた!? 夫をほめる女」（1999年） - 永井ハル 役
- 木曜の怪談 （CX）
  - 七瀬ふたたび（1995年）
  - ゴーストハンター早紀（1996年）
- 刑事追う! 第23話「秘密」（1996年、TX）
- 月曜ドラマスペシャル （TBS）
  - 十津川警部シリーズ12・丹後殺人迷路（1997年）
  - Gメン'75スペシャル 帰ってきた若き獅子たち（2000年） - 碓氷の母
- ショムニ 第1シリーズ 第6話「今夜はHに全員喪服」（1998年、CX）
- どんまい!（2005年、NHK）

### テレビアニメ
- おジャ魔女どれみ♯（シスター）
- 花より男子（桜子の祖母）